# Bruno Castlunger
Bruno Castlunger (Corvara in Badia, 4 ottobre 1962) è un ex sciatore alpino italiano.

## Biografia
Sciatore polivalente originario di Colfosco di Corvara in Badia, Castlunger disputò le discese libere di Coppa del Mondo della Val Gardena del 13 dicembre 1981 e di Garmisch-Partenkirchen del 13 febbraio 1982, senza ottenere piazzamenti di rilievo, e vinse la medaglia di bronzo nella combinata ai Campionati italiani nel 1982; non prese parte a rassegne olimpiche o iridate.

## Palmarès

### Campionati italiani
- 1 medaglia[3]:
  - 1 bronzo (combinata nel 1982)